# 長野県道133号旧軽井沢軽井沢停車場線
長野県道133号旧軽井沢軽井沢停車場線（ながのけんどう133ごう きゅうかるいざわかるいざわていしゃじょうせん）は、長野県北佐久郡軽井沢町を走る一般県道。
〈二手橋 - 旧軽井沢ロータリー〉付近間が旧軽井沢メインストリート（旧軽井沢銀座商店街）、〈旧軽井沢ロータリー - 軽井沢駅〉間が軽井沢本通りと呼ばれている。

## 概要

### 路線データ
- 起点：北佐久郡軽井沢町峠町（熊野皇大神社）
- 終点：北佐久郡軽井沢町軽井沢（北陸新幹線・しなの鉄道軽井沢駅）

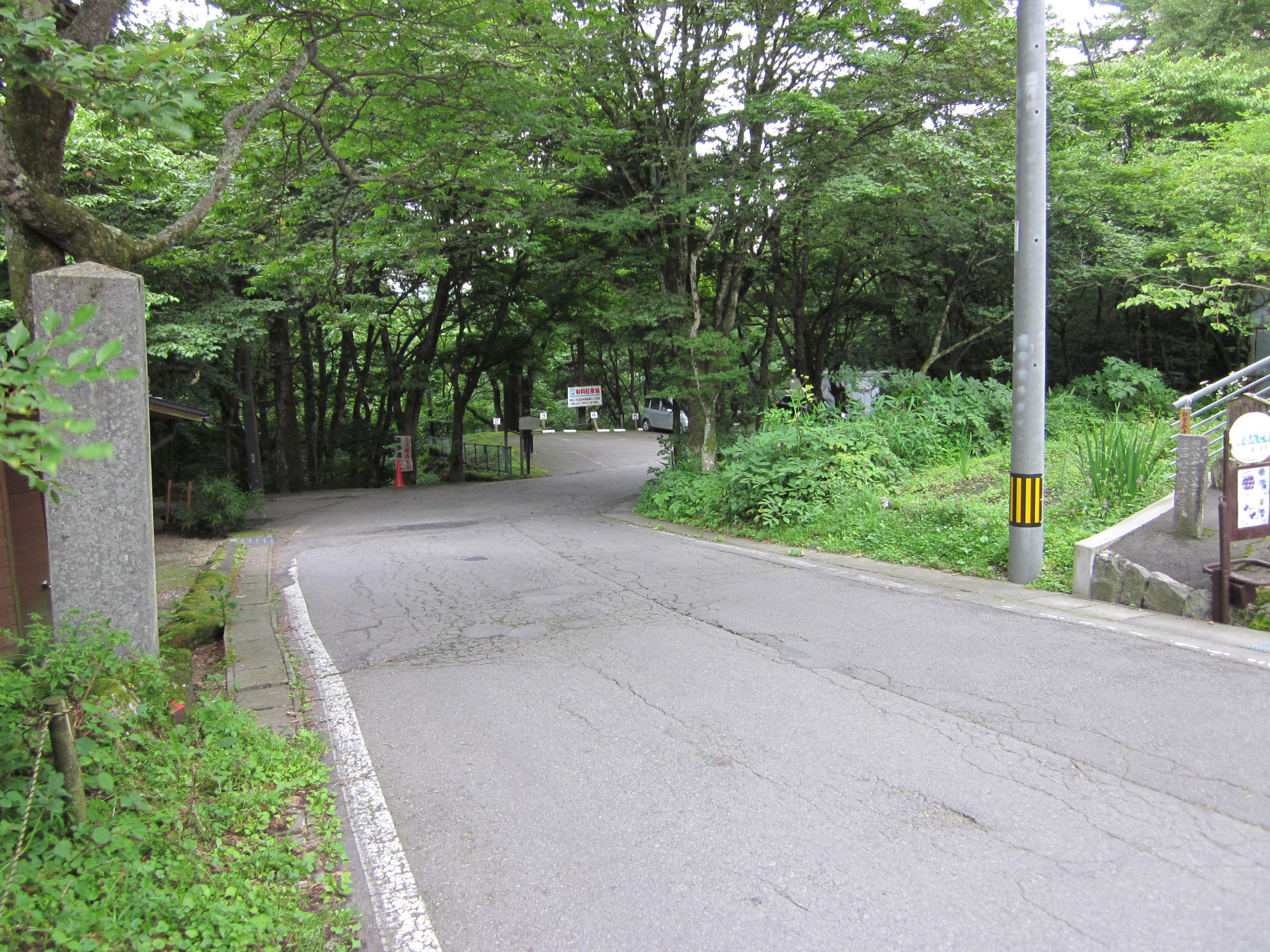
起点の様子
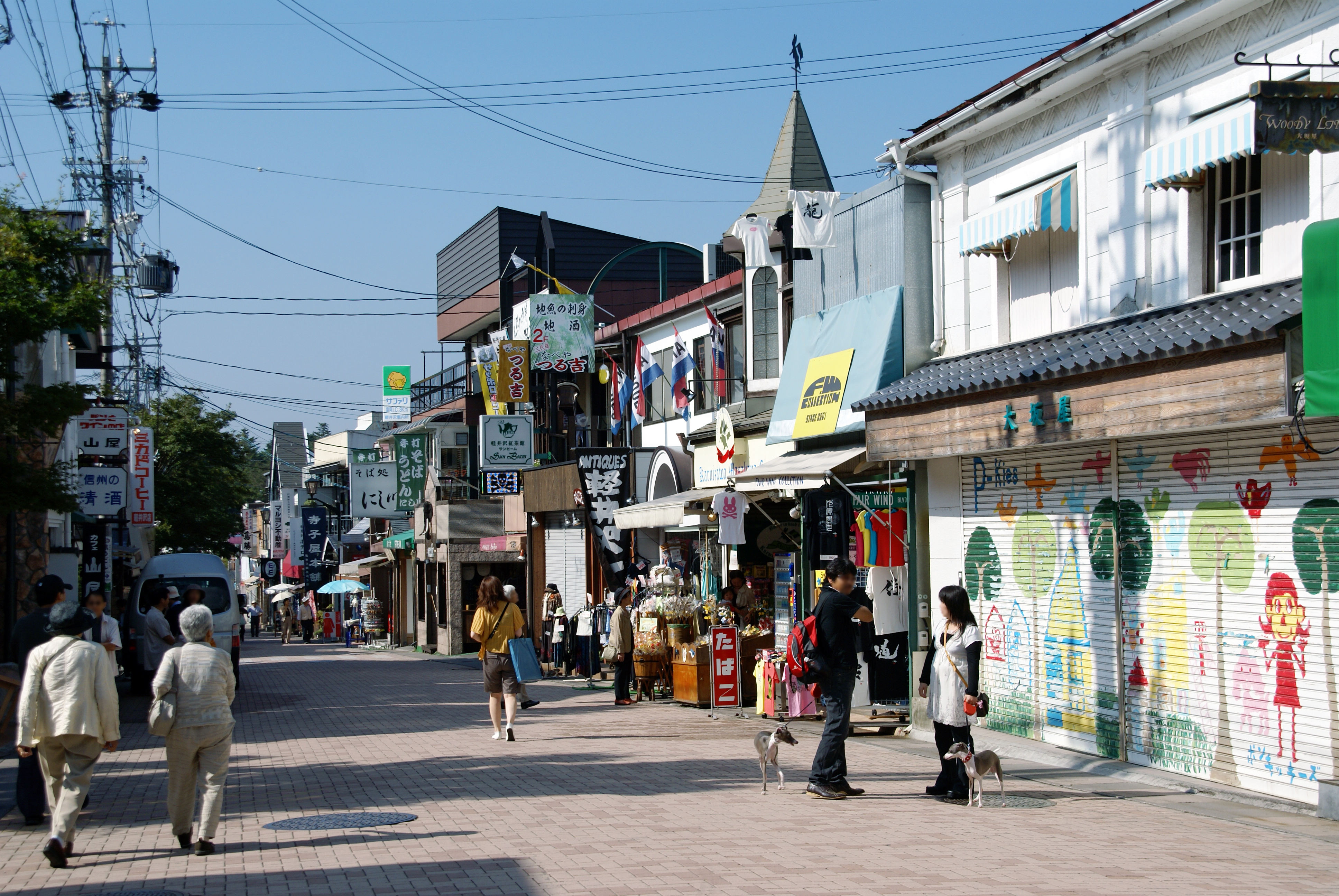
旧軽井沢メインストリートの様子
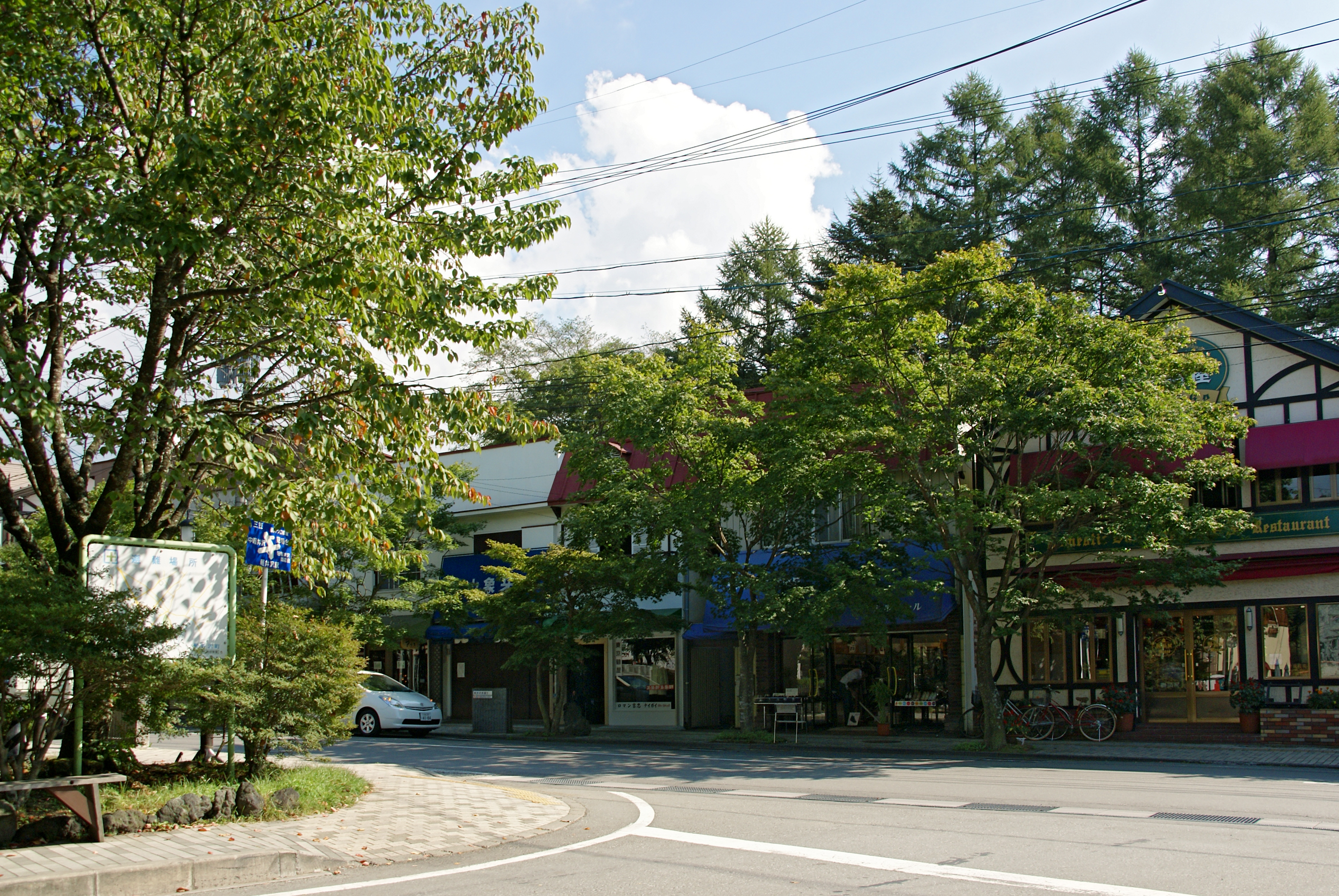
旧軽井沢ロータリー
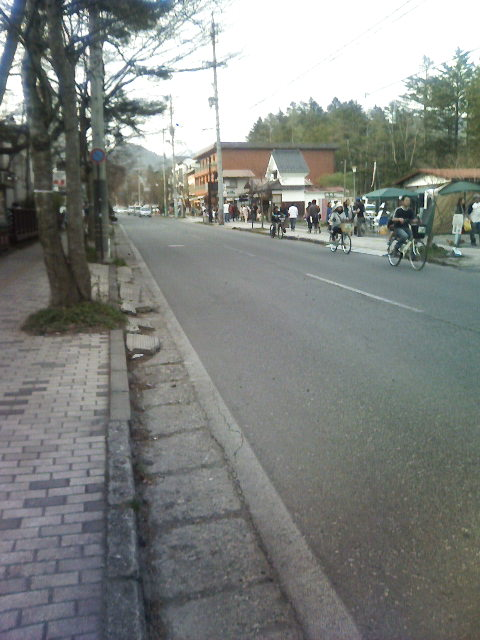
東雲交差点北付近を北方向に望む
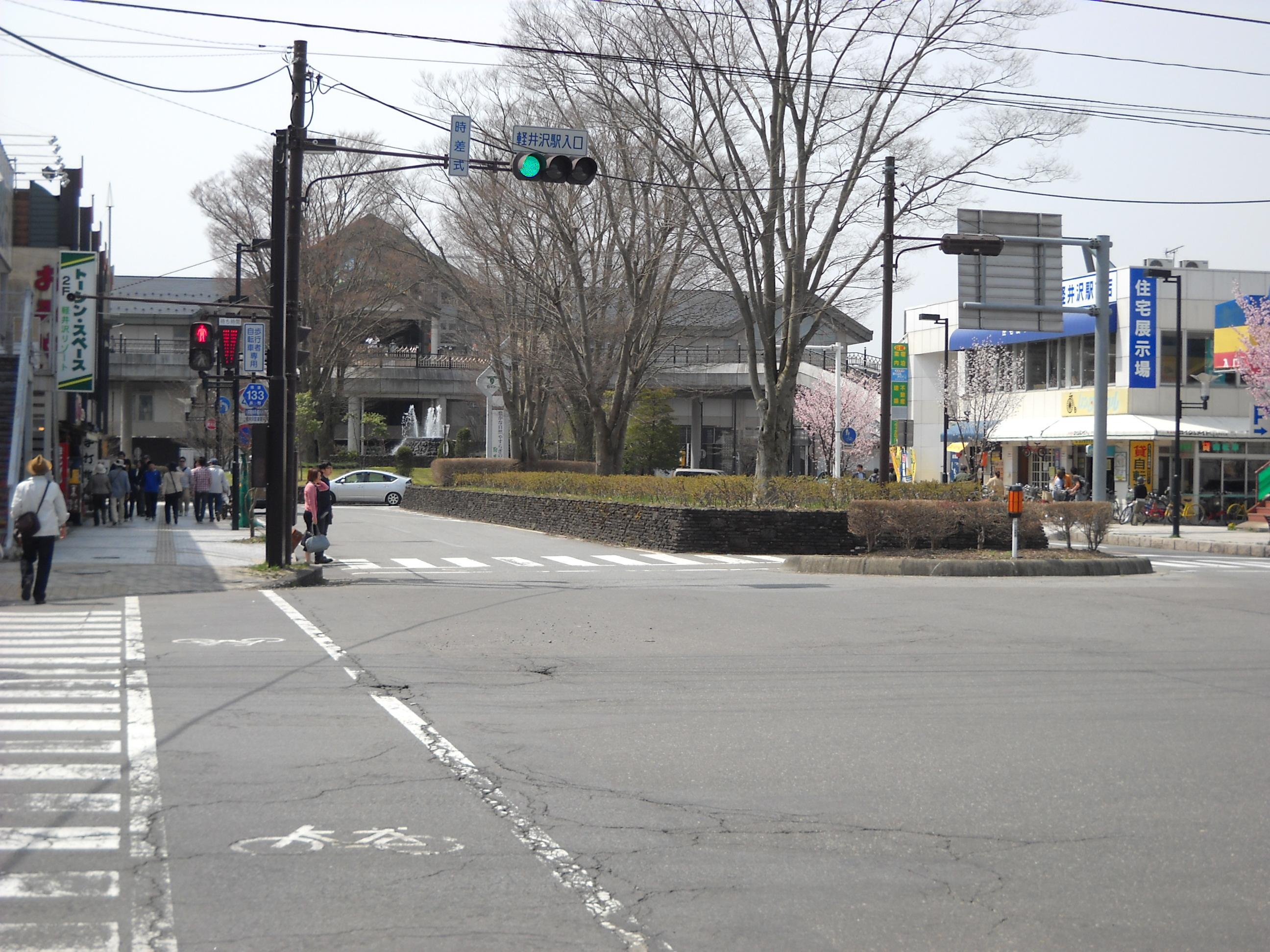
終点付近を望む

### 歴史
中世に、本道の起点から旧軽井沢ロータリーまでの間に該当する旧中山道が、旧碓氷峠経由で開通した。後に、本道沿いに軽井沢宿が置かれた。
1915年から1962年までは、本道の終点から旧軽井沢ロータリーを経由して三笠通りまで続くルートを草軽電気鉄道が走行していた（車道と並行して鉄道が走っていた）。本道の終点が新軽井沢駅、旧軽井沢ロータリーが旧軽井沢駅、三笠通り中間点にあたる現在のバス停「三笠パーク入口」付近が三笠駅であった。

## 交差・接続する道路
- 国道18号 - 北佐久郡軽井沢町軽井沢（軽井沢駅入口交差点）

## 周辺
軽井沢駅と旧軽井沢銀座とを結ぶ、軽井沢の目抜き通りとして、土産物店や貸自転車店、飲食店など観光客向けの店舗が立ち並ぶ。八十二銀行や中部電力、軽井沢駅前郵便局などの公共機関も沿道に位置する。